# Die Rache des Tanzlehrers

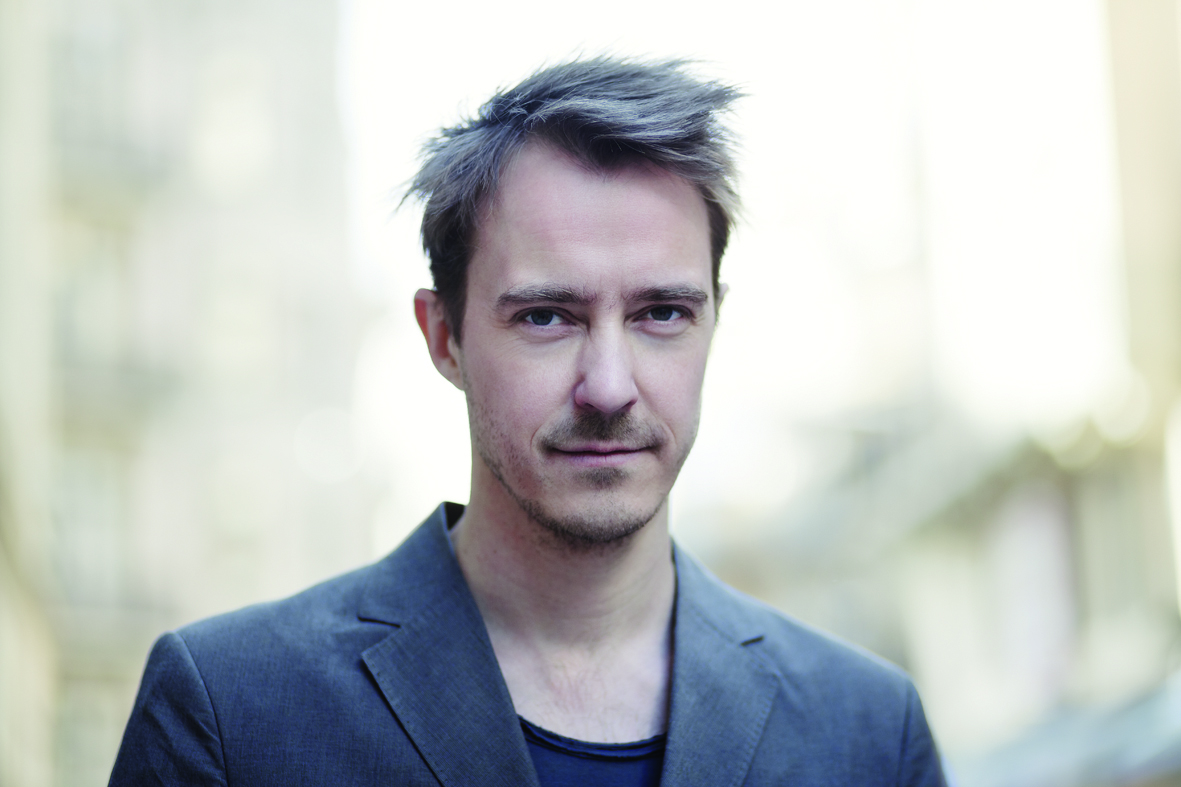
Jonas Karlsson spielt Stefan Lindman und ermittelt im Fall des Todes eines früheren Kollegen (Foto von 2011)

Die Rache des Tanzlehrers ist ein dänisch-schwedisch-deutscher Thriller aus dem Jahr 2004. Der Film basiert auf dem Roman Die Rückkehr des Tanzlehrers von Henning Mankell.

## Handlung
Stefan Lindman möchte sich nach der Beerdigung seines Vaters bei seinem früheren Kollegen Herbert Molin bedanken, der einen Trauerkranz geschickt hat. Seinen Anruf nimmt jedoch ein Polizist entgegen und Lindman erfährt, dass Molin tot ist. Dieser wurde brutal ermordet, was in der ruhigen Gegend, in der Molin sich nach der Berentung niederließ, das vorherrschende Gesprächsthema ist. Lindman fährt aus Södertälje nach Järbo, um sich selbst ein Bild zu machen. Es stellt sich schnell heraus, dass Polizeichef Rundströms Ermittlungsarbeit schlampig ist und er einige Hinweise übersehen hat. So findet Lindman heraus, dass die blutigen Fußspuren auf dem Holzboden Tanzschritten eines bestimmten Tangos ähneln, die auf der Hülle der aufgelegten Schallplatte abgedruckt sind.
Lindman unterstützt den Polizeibeamten Larsson bei den Ermittlungen und erfährt, dass Molin seinen Namen geändert hatte und früher Madson hieß. Scheinbar hatte dieser eine Beziehung zu der Nachbarin Berggren, die ihm das Haus vermittelte. Zu einem weiteren Nachbarn, dem Musiker Andersson, bestand eine gegenseitige Abneigung. Bevor Lindman mehr darüber hinausfinden kann, wird Andersson ebenfalls ermordet. Rundström befürchtet, dass Lindmans Ermittlungen den Mord provoziert haben könnten. Bei einer erneuten Durchsuchung von Molins Anwesen stößt Lindman auf Dokumente, die zeigen, dass Molin ein gesinnungstreuer Altnazi war. Molins Tochter Veronica, die wegen der Beerdigung aus Deutschland angereist ist, sagt, sie wüsste nichts davon und man darüber zunächst Stillschweigen bewahren sollte. Auf Molins Vergangenheit angesprochen, macht Molins Nachbarin Berggren gegenüber Larsson keinen Hehl aus ihrer rechten Gesinnung.
Als Lindman den Absender einer an Molin adressierten Geburtstagskarte ausfindig macht, stößt er auf ein großes Netzwerk mit nationalsozialistischer Gesinnung namens „Schwedens Wohl“. Auch findet er eine Liste mit deren Mitgliedern, auf der neben seinem Vater viele weitere Personen stehen, die Lindman seit seiner Kindheit persönlich kannte. Da die Gruppe über ihn Bescheid wüsste, sieht Lindman sich in Gefahr. Durch die neuen Erkenntnisse ergibt sich die Möglichkeit einer Verwicklung der Gruppe in die Morde. Molin war Nazi, Andersson Jude. Wenn Andersson etwas mit Molins Tod zu tun hätte, könnte er einem Racheakt der Gruppe zum Opfer gefallen sein. Als Berggren von einem maskierten Mann aufgesucht wird, der aufgrund Lindmans Eintreffen flieht, fällt ein Verdacht auf den Argentinier Hereira, der Andersson besucht hatte. Nachdem Lindman mit Veronica Molin über das Netzwerk spricht, durchsucht diese in der Nacht sein Hotelzimmer. Dort entdeckt sie ein Foto mit Lindmans Freundin und Tochter, das sie abfotografiert und verschickt.
Lindman erhält wenig später ein Fax mit diesem Foto und einer Drohung. Da er die beiden nicht erreichen kann, scheinen sie entführt worden zu sein. Als er zurückfahren möchte, lauert Hereira ihm auf und fährt mit ihm zu Molins Haus. In Molins Haus erzählt Hereira seine Geschichte: Sein Vater war ein jüdischer Tanzlehrer in Deutschland, der seine Schule weiter betreiben durfte, um deutschen Offizieren den Tango beizubringen. Hereira musste als kleiner Junge mitansehen, wie einer dieser Offiziere, Madson, seinen Vater zu der Musik eines Tangos gefoltert und erschossen habe. Seine Mutter habe Hereira noch außer Landes bringen können, bevor sie sich wenig später das Leben nahm. Hereira ging nach Argentinien und gründete dort eine Familie. Als er in Buenos Aires zufällig ein Konzert von Andersson besuchte, habe dieser den Tango aus der Tatnacht gespielt. Darauf angesprochen, woher er diesen kenne, antwortete Andersson, von seinem Nachbarn. Hereira beschloss daraufhin, nach Schweden zu fahren und Madson eine allerletzte Tanzstunde zu geben. Veronica Molin, die das Gespräch belauscht hat, erschießt Hereira. Bei der anschließenden Flucht kommt es zu einem Schusswechsel mit Lindman, wobei dieser sie überwältigen kann.
Berggren und andere Mitglieder des Netzwerks werden verhaftet, Lindmans Familie ist mittlerweile in Sicherheit. Larsson erzählt Lindman, dass Veronica Molin eine Art Fundraiserin in dem Netzwerk gewesen sei, welches Umsätze in Milliardenhöhe gehabt hätte und unter anderem militärische Trainingslager und Anwerbungskampagnen organisierte. Lindman fragt Larsson zum Schluss noch, warum er hierhergekommen sei, um all dies von seinem Vater und Molin zu erfahren, was habe er jetzt davon.

## Produktion
Aus dem gleichen Jahr gibt es mit dem Film Die Rückkehr des Tanzlehrers eine deutsch-österreichische Verfilmung des Romans. Obwohl beide Filme auf der gleichen Vorlage basieren, gibt es einige Abweichungen zwischen beiden.
Die Rache des Tanzlehrers wurde zunächst als zweiteilige Miniserie veröffentlicht, später jedoch als Film in einer gekürzten Fassung gezeigt.

## Rezeption

### Kritiken
Das Lexikon des internationalen Films urteilt „Gut fotografierter, überzeugend gespielter (Fernseh-)Thriller mit politischer Brisanz, der ein Schlaglicht auf die schwedische Gesellschaft wirft.“
Laut der Redaktion von 3sat habe Appelgren, der bereits andere Wallander-Verfilmungen stilvoll adaptierte, den Film spannungsreich und mit gefühlvoller Atmosphäre realisiert. Jonas Karlsson verkörpere mit Lindman „einen ganz eigenen, unverbrauchten Ermittlertyp“.